# Granvin
Granvin – norweskie miasto i gmina leżąca w regionie Hordaland.
Granvin jest 327. norweską gminą pod względem powierzchni.

## Demografia
Według danych z roku 2008 gminę zamieszkuje 950 osób. Pod względem zaludnienia Granvin zajmuje 409. miejsce wśród norweskich gmin.
| ludność stan na 1 stycznia 2009 |         |           |       |
|                                 | kobiety | mężczyźni | razem |
| osób                            | 516     | 492       | 950   |
| %                               | 51,19%  | 48,81%    | 100%  |

| wykształcenie stan na 1 października 2004 |            |         |        |          |
|                                           | podstawowe | średnie | wyższe | nieznane |
| osób                                      | 160        | 522     | 125    | 8        |
| %                                         | 19,63%     | 64,05%  | 15,34% | 0,98%    |

## Edukacja
Według danych z 1 października 2004:
- liczba szkół podstawowych (norw. grunnskolar): 1
- liczba uczniów szkół podst.: 147

## Władze gminy
Według danych na rok 2011 administratorem gminy (norw. rådmann) jest Lars Kvamme, natomiast burmistrzem (norw. ordfører, d. borgermester) jest Jan Ivar Rødland.